# Trisshusen

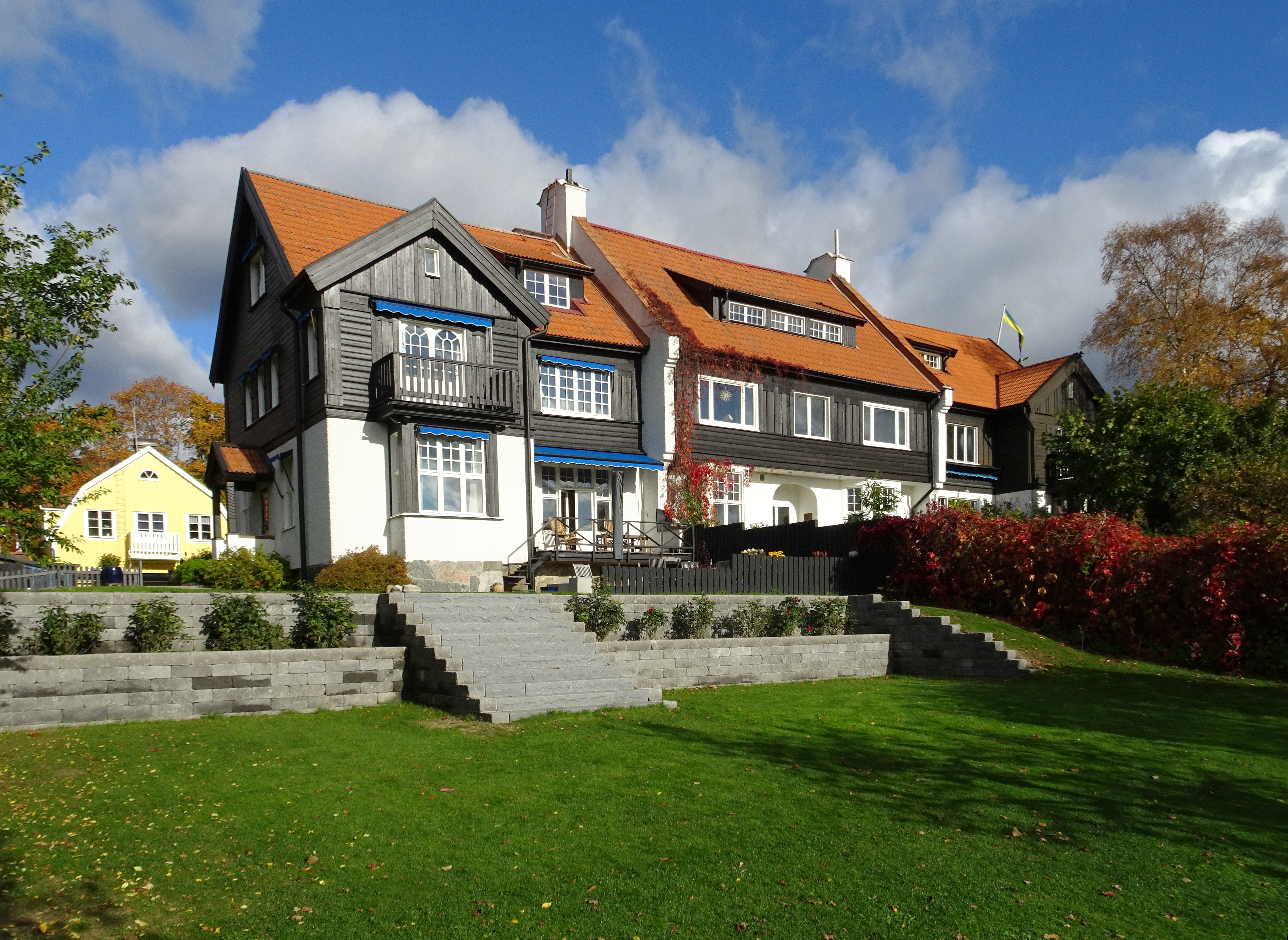
Trisshusen, fasad mot söder, oktober 2021.

Trisshusen (även Bullerbackshusen) kallas ett bostadshus vid Askrikegatan 9–13 i kommundelen Bo i Lidingö kommun. Trisshusen är en tidig form av radhus som uppfördes 1909 efter ritningar av arkitekt Jacob Gate.

## Byggnadsbeskrivning

### Bakgrund
Lidingö har en lång tradition att bygga radhus och kom att bli en av de första städerna i Sverige som tillämpade denna forn av boendeform, till en början efter engelska och tyska förebilder. De så kallade Canadahusen byggdes 1907 till 1908 och räknas tillsammans med Gamla Enskedes radhus (byggda 1908–1909) i Gamla Enskede i södra Stockholm som Sveriges allra första radhus. Ungefär samtidigt uppfördes även Trisshusen. Till skillnad från de närbelägna Canadahusen, som var avsedda för arbetare och deras familjer, ritades Trisshusen direkt för den bemedlade medelklassen.

### Allmänt

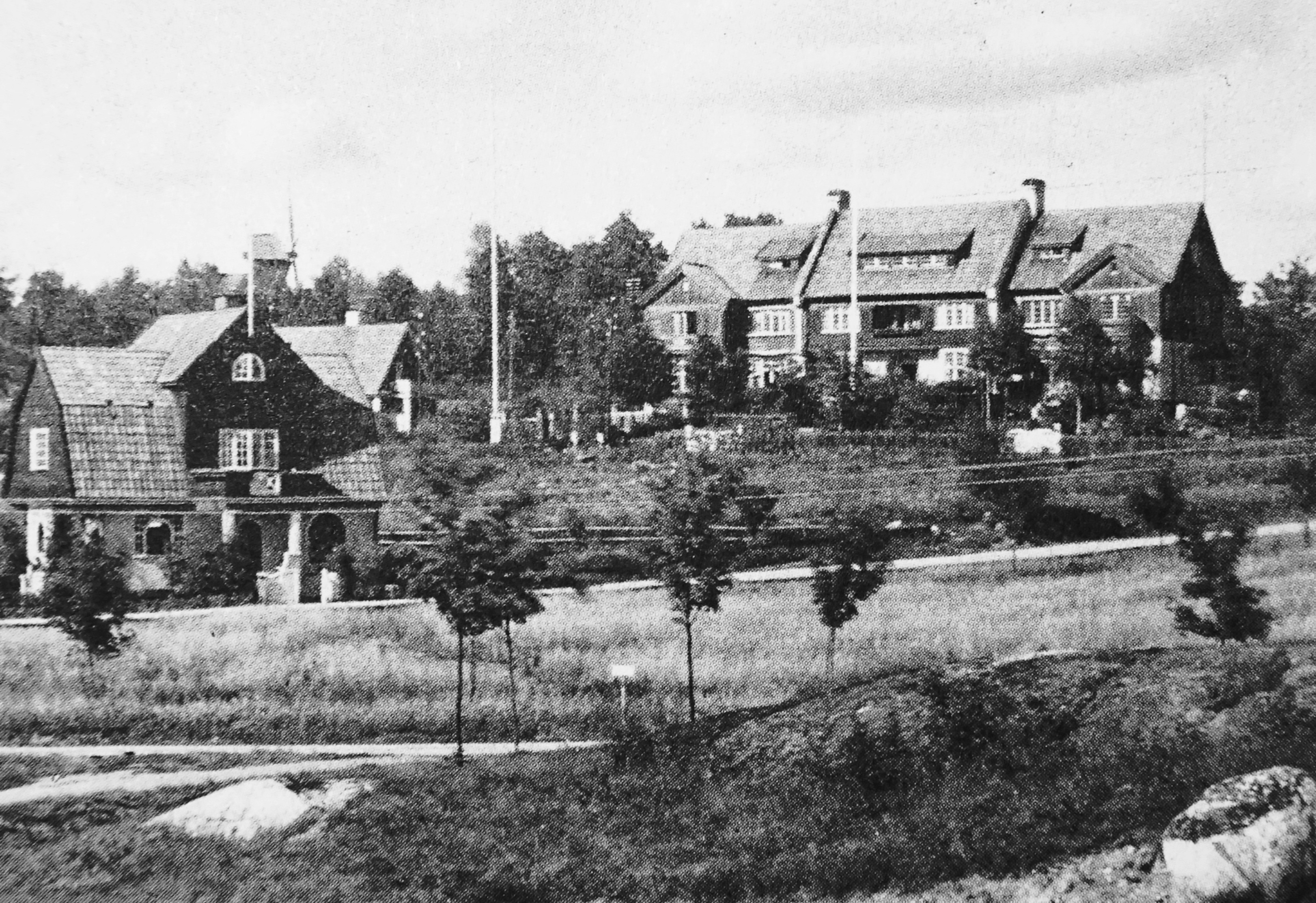
Trisshusen på ett vykort från omkring 1910, i bakgrunden skymtar Bo kvarn.

Trisshusen består av tre (därav namnet) sammanbyggda enfamiljshus som uppfördes åren 1909–1910 på mark som tillhörde Bo gård. Byggplatsen, i dåvarande kvarteret Bullerbacken, låg nära inre delen av Kyrkviken och i utkanten av den då nybildade Lidingö villastad. Arkitekt var Jacob Gate som vid tiden representerade en av de mest betydelsefulla och tongivande arkitekterna på Lidingö under villastädernas framväxt. Nära granne till Trisshusen är Villa Höganloft, ritad av Gate 1909.
Trisshusen kom till strax efter radhusområdet i kvarteret Tegen större och mindre som också hade Gate som upphovsman och har vissa likheter med Trisshusen. Gällande Trisshusen tog Gate det arkitektoniska grundmotivet från Tegen men gav byggnaden sin egen typiska fasad i nationalromantisk stil med fornnordiska detaljer. 
Byggnaden vilar på en kraftig granitsockel i souterräng. Hela bottenvåningen är slätputsad i vitt. Den övre våningen har liggande brunmålad stockpanel samt vertikalt stående dekorativ panel vid fönstren. Fönstren är i huvudsak småspröjsade i originalskick, samtliga är vitmålade. Det förhållandevis branta sadeltaket är klätt med tvåkupigt lertegel. Vindskivorna samt takfoten är av trä i samma kulör som stockpanelen. Skorstenarna är vitputsade i likhet med de lägenhetsskiljande väggarna som sticker upp ur taket, och fungerar samtidigt som brandväggar. Förgårdar på entrésidan (norr) saknas helt medan trädgårdarna på sydsidan tilltogs generösa.

### Gavelhusen

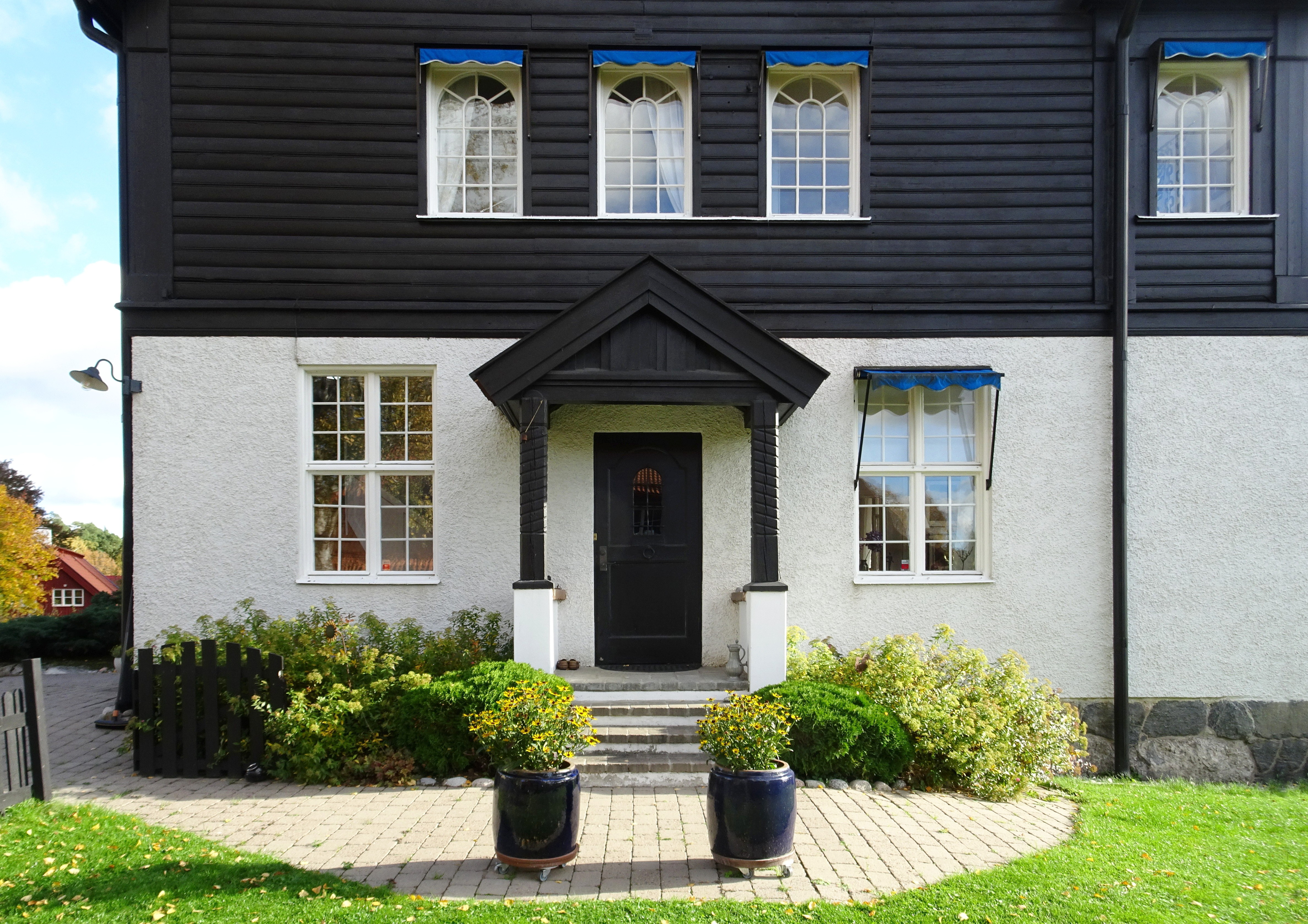
Entré till västra gavelhuset

Gavelhusen som har en något förskjuten planlösning och jämfört med mittenhuset har de bevarat mer av sin ursprungskaraktär. De har dubbla entréer, en på norra sidan samt en på respektive gavel. Troligtvis är entrédörrarna i gavelhusen från byggtiden. Entréerna på gavlarna har snidade trästolpar som bär upp de tegelklädda skärmtaken samt vita putsade murar. Entréerna på norra sidan är på grund av byggnadens souterrängläge förskjutna i höjdled. På norra fasaden har gavelhusen varsitt burspråk på övervåningen. På den södra har de utbyggda gavelmotiv med balkonger på övervåningen. Den östra lägenheten har en senare tillkommen balkong på gaveln i vindsplanet samt ett senare tillkommit garage i anslutning till nordöstra hörnet.

### Mittenhuset
Mittenhuset har indragen portik på båda sidor, större på entrésidan åt norr. På norra fasaden har mittenhuset ett utbyggt gavelmotiv på övervåningen. På södra sidan har mittenhusets övervåning en något enklare fasad. Undervåningen har två burspråk som flankerar den indragna portiken med utgång till trädgården. Mittenhuset har en accentuerad söderfasad vilket syns genom att de lägenhetsskiljande väggarna med sin konsolverkan är tydligare utbildade. Mitthuset är dessutom lite högre än de båda gavelhusen.

## Bilder

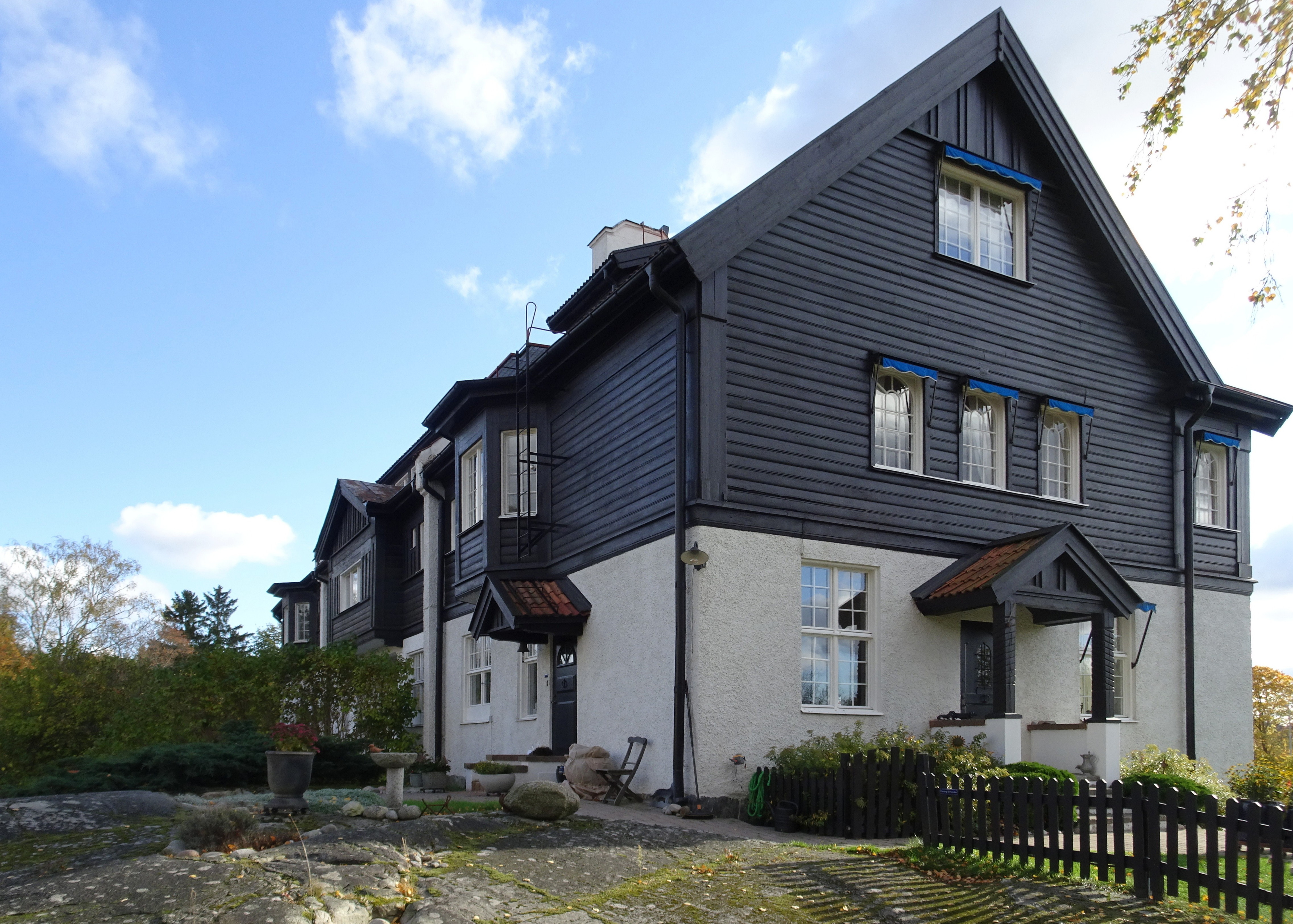
Västra gavelhuset.
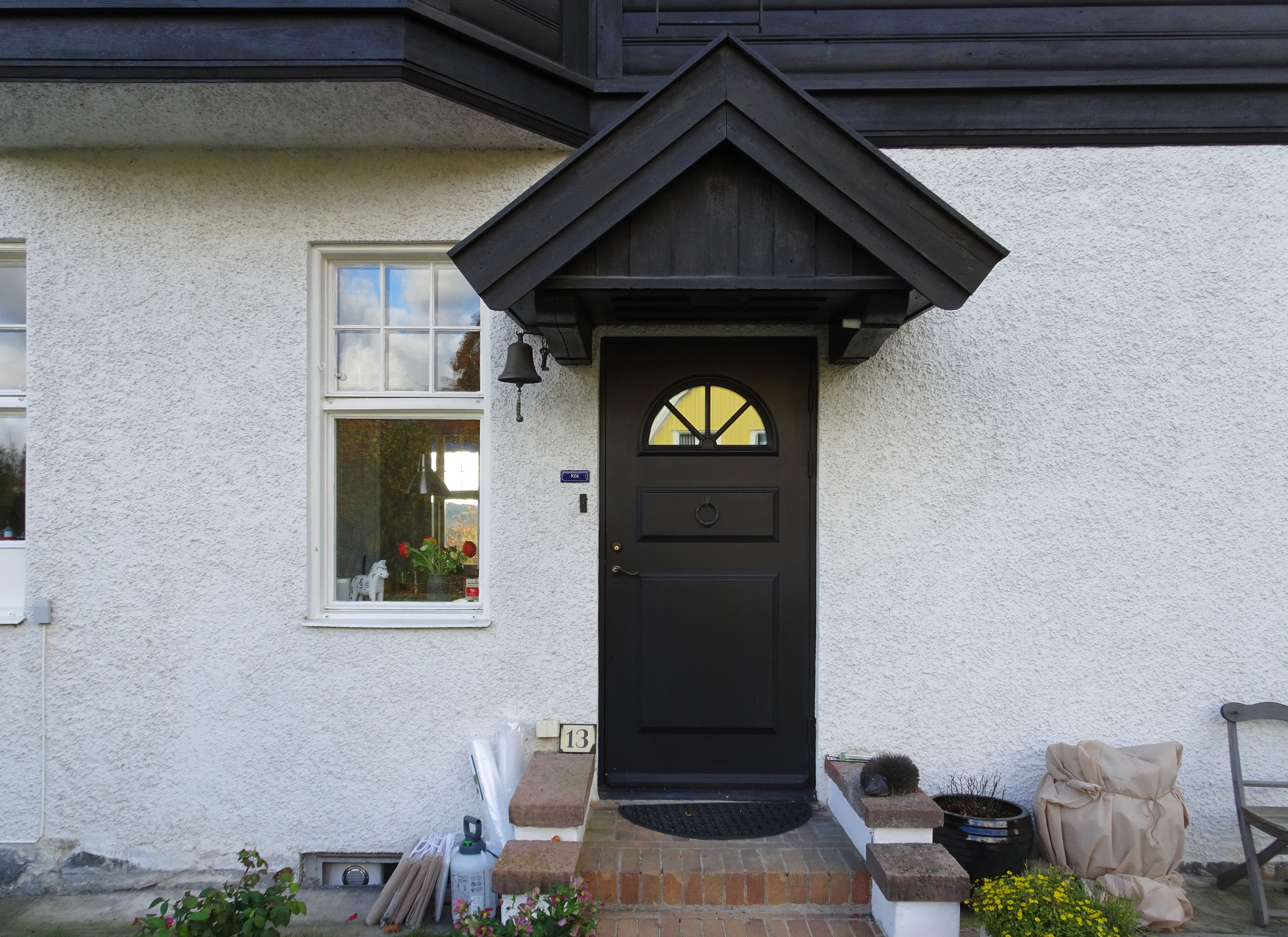
Entré till västra gavelhuset.
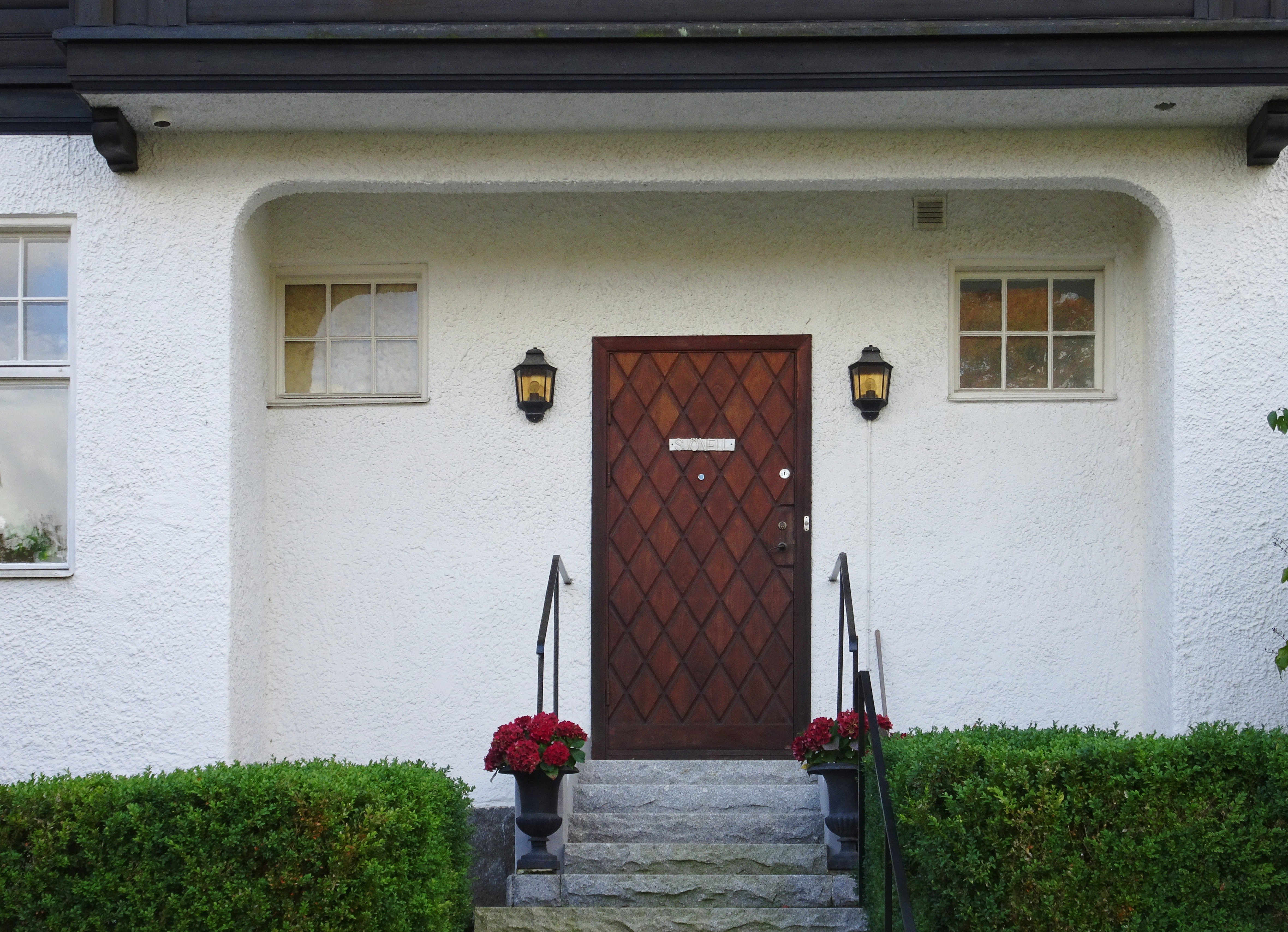
Entré till mittenhuset.
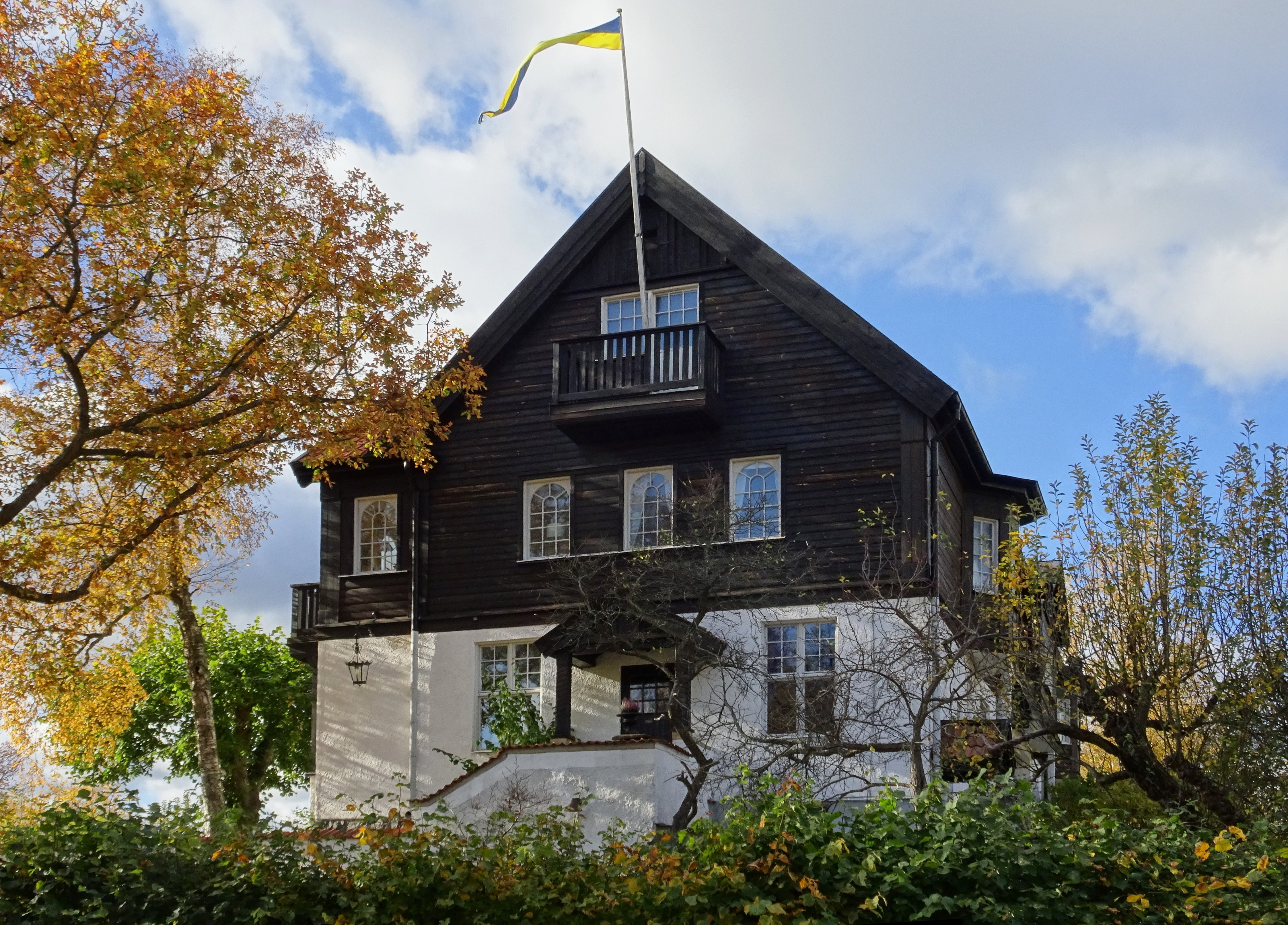
Östra gavelhuset.